# Hydrocyphon kaszabi
Hydrocyphon kaszabi es una especie de coleóptero de la familia Scirtidae.

## Distribución geográfica
Habita en  Vietnam.